# Giovanni Spadolini
Giovanni Spadolini (Firenca, 21. lipnja 1925. —Rim 4. kolovoza 1994.), bio je liberalni talijanski političar, novinar, urednik i priznati povjesničar.
Prije nego što je započeo političku karijeru, bio je urednik novina Corriere della Sera u periodu 1968. do 1972. Obnašao je dužnost ministra kulture (Ministro dei Beni e delle Attività culturali) od 1974. do 1976.
Spadolini je bio predsjedavajući Talijanske republikanske stranke (Partito Repubblicano Italiano) (PRI) od 1979. do 1987. Premijer Italije bio je u periodu 1981.—1982. godine, kao prvi poslijeratni predsjednik vlade koji nije bio član stranke Kršćanska Demokracija.
Od 1987. do travnja 1994. bio je predsjednik talijanskog senata. Poslije Berlusconijevog uspjeha na izborima sa strankom Casa delle Libertà, izgubio je tijesno mjesto predsjednika u senatu kada mu je protivnik bio Carlo Scognamiglio Pasini. Umro je 4 mjeseca kasnije, 4. kolovoza 1994. godine.